# Nesocheiridium stellatum
Espèce
Nesocheiridium stellatum est une espèce de pseudoscorpions de la famille des Cheiridiidae.

## Distribution
Cette espèce est endémique de Saipan dans les îles Mariannes du Nord. Elle se rencontre sur le mont Marpi.

## Description
Le mâle holotype mesure 0,90 mm.
Le mâle décrit par Krajčovičová, Matyukhin et Christophoryová en 2020 mesure 0,94 mm.

## Publication originale
- Beier, 1957 : Pseudoscorpionida. Insects of Micronesia, vol. 3, p. 1-64 (texte intégral).